# Sheikh Mukhtar Mohamed Hussein
Sheikh Mukhtar Mohamed Hussein (somali: Sheekh Mukhtaar Maxamed Xuseen; àrab: الشيخ محمد حسين مختار, ax-Xayẖ Muḥammad Ḥusayn Muẖtār) (Xuddur, 9 de desembre de 1912 - Nairobi, 12 de juny de 2012) fou president del parlament de Somàlia (1965-1969) i president constitucional interí de la república després de l'assassinat (15 d'octubre de 1969) del president Abdirashid Ali Shermarke. Era membre del sub clan hadame dels rahanweyn
Va estudiar a escoles alcoràniques aprenent l'Alcorà i memoritzant-ne capítols sencers. Després va estudiar història islàmica i va obtenir el títol de xeic. Es va dedicar als negocis, amb un magatzem a Xuddur i més tard un de més gran a Baidoa. Vers el 1944 va entrar al Club de la Joventut Somali que el 1947 va esdevenir la Lliga de la Joventut Somali. Fou després cap de la Lliga a l'Alt Juba, província que englobava llavors les modernes regions de Gedo, Bay, Bakool i part de Jubbada Dhexe.
El 1956 fou elegit membre de l'assemblea. En el gabinet del primer ministre Abdullahi Issa va servir com a vice ministre i després com a ministre de justícia.
Fou reelegit per l'assemblea el 1959. L'assemblea es va convertir en constituent l'1 de juliol de 1960. Fou reelegit el 1964 en les eleccions d'aquest any i fou elegit president del parlament.
En les eleccions del 1969 i va ser referendat com a president del Parlament.
L'acaparament de poder polític per la Lliga havia creat gran descontentament, i per aquesta causa probablement el policia Yusuf Ismail va assassinar a Las Anod el president Abdirashid Ali Shermarke el 15 d'octubre de 1969.
Conforme a la constitució Hussein va assolir la presidència fins a l'elecció del nou president pel parlament. El 20 d'octubre de 1969 va presidir els funerals d'estat pel president assassinat. El dia 21 d'octubre de 1969 el comandant en cap de l'exèrcit major general Siad Barre, va donar un cop d'estat que no va trobar resistència, va dissoldre el parlament i va instaurar un règim comunista. Hussein va quedar sota arrest domiciliari. Al cap de pocs anys les limitacions del seu arrest es van relaxar i finalment va poder anar a la seva granja a Afgooye, on es va dedicar a portar aquesta i estudiar islam. El 2007 encara vivia a Mogadiscio.